# Kunnam
Kunnam war ein elamischer General, der um 1750 v. Chr. lebte und Zeitgenosse der Könige Zimri-Lim (Mari) und Hammurapi aus Babylon war.
Kunnam ist vor allem aus verschiedenen Briefen aus Mari bekannt. In der Regierungszeit von Hammurapi kam es zu einem großangelegten Feldzug des Reiches von Elam gegen Mesopotamien, in dessen Verlauf einige Städte erobert wurden. Erst nach einigen Jahren konnten die Truppen Elams im 30. Regierungsjahr von Hammurapi vollkommen zurückgedrängt werden. Kunnam leitete die militärische Expedition gegen Šubat-Enlil, eine Stadt im Norden des heutigen Syrien, und soll das Land mit einer sehr großen Armee betreten haben. Kunnam setzte auch Ibni-Addu als König von Tadum (wohl Tell Farfara) ein und zwang die lokalen Könige sich mit Elam zu verbünden. Er zog daraufhin wieder nach Süden. Kunnam hatte den Ruf, niemals zu lügen. Er wird mehrmals als betrunken beschrieben.